# Josef Valentin Kassin

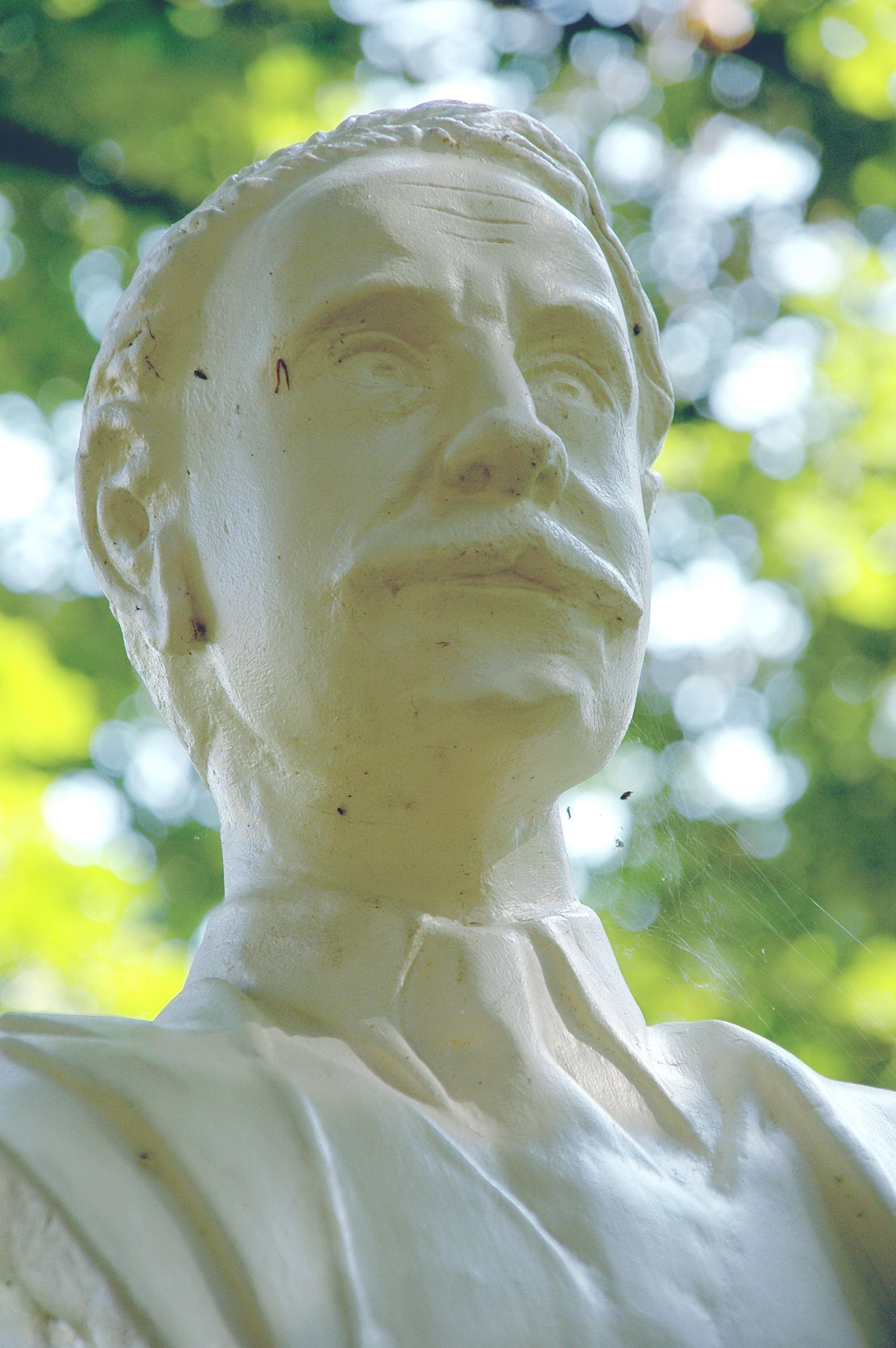
Kassin-Büste im Klagenfurter Goethe-Park

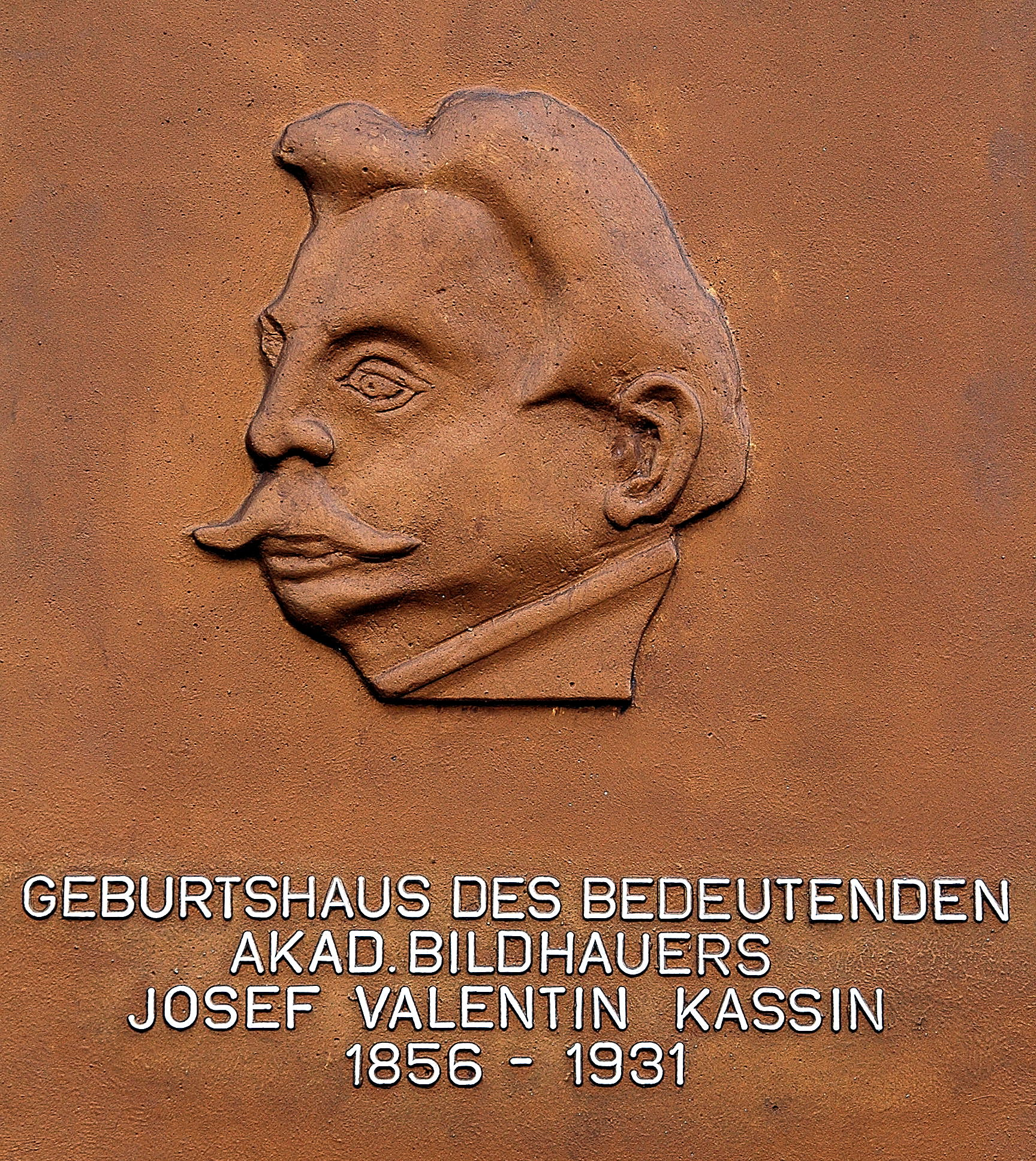
Kassin-Gedenktafel an seinem Geburtshaus

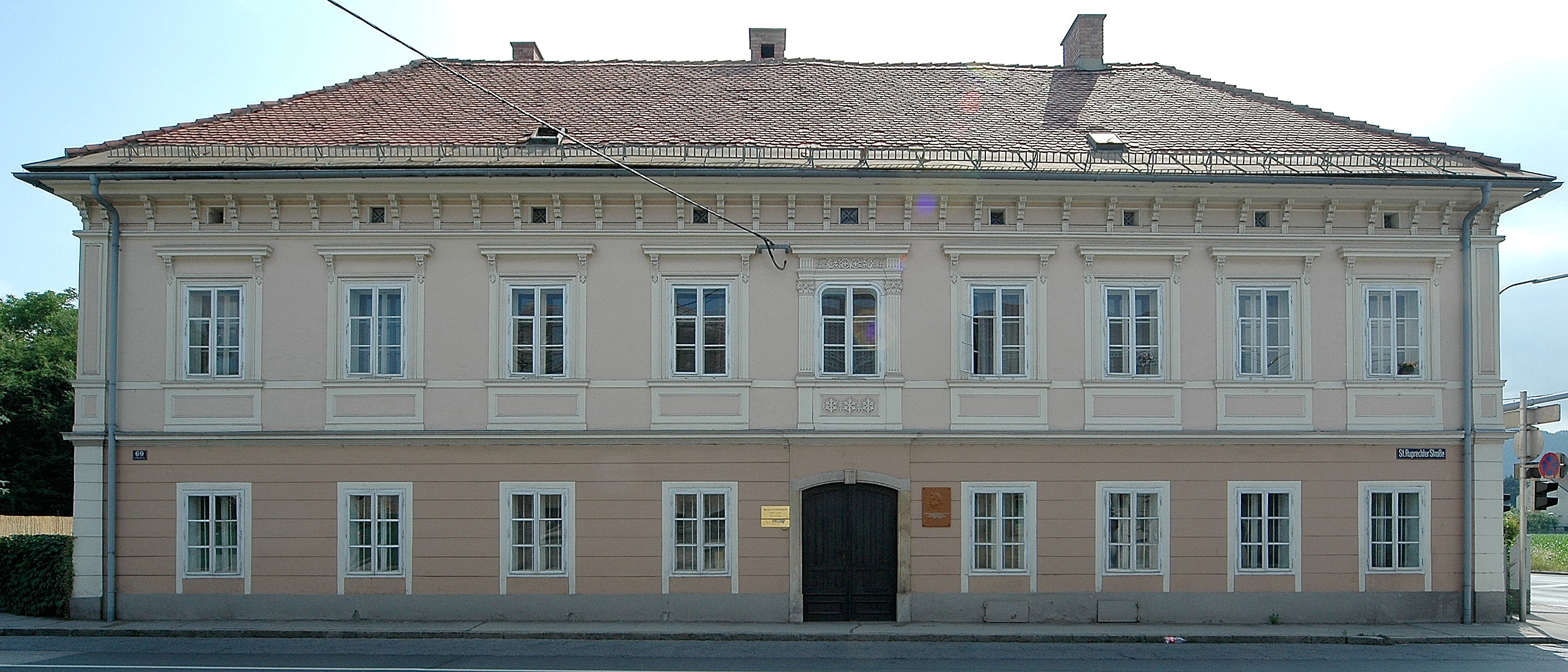
Kassin-Geburtshaus in der Klagenfurter St. Ruprechterstrasse 69

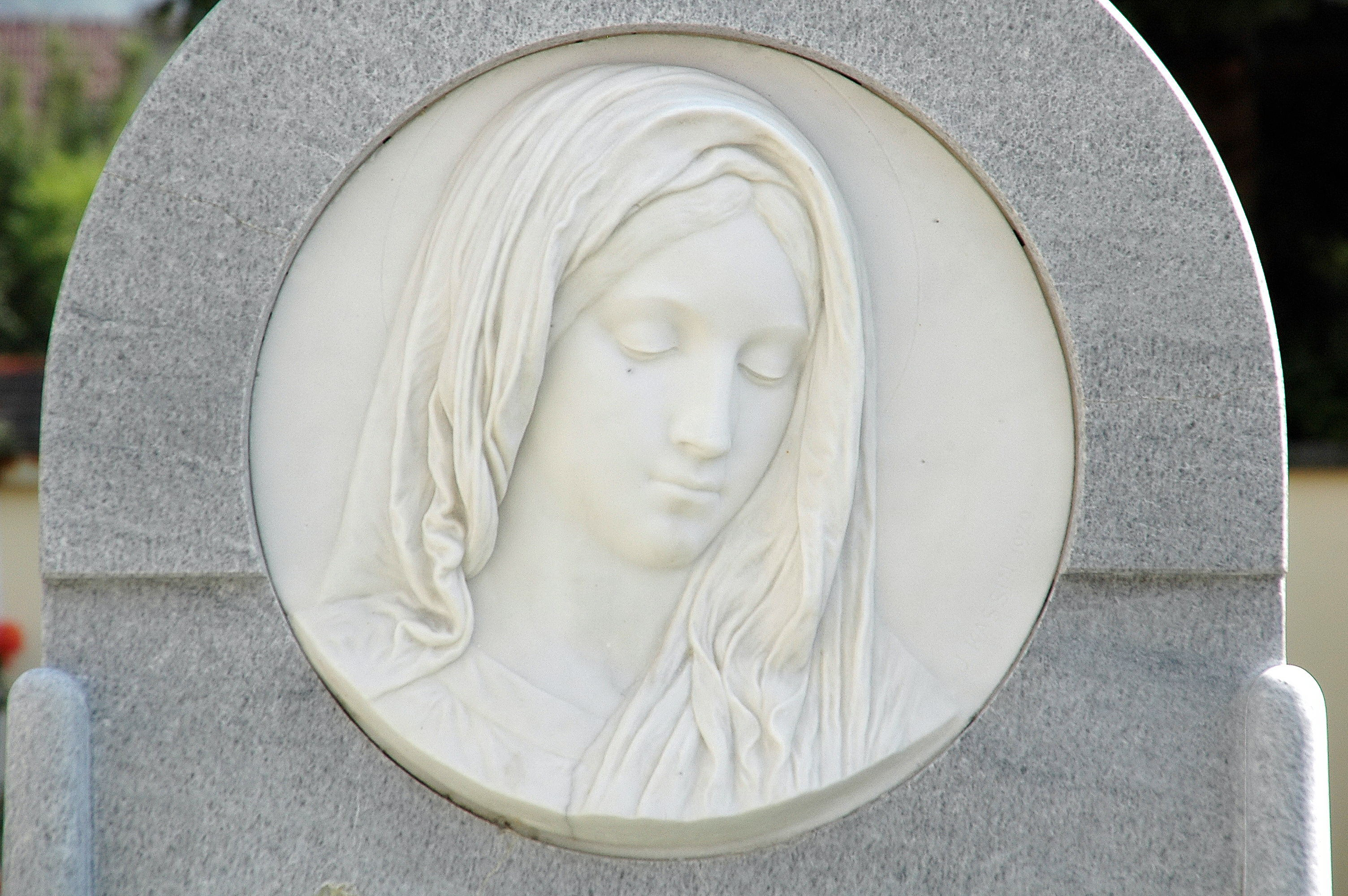
Marmormedaillon auf dem Grabstein des Kassin-Familiengrabes in Klagenfurt-St. Ruprecht

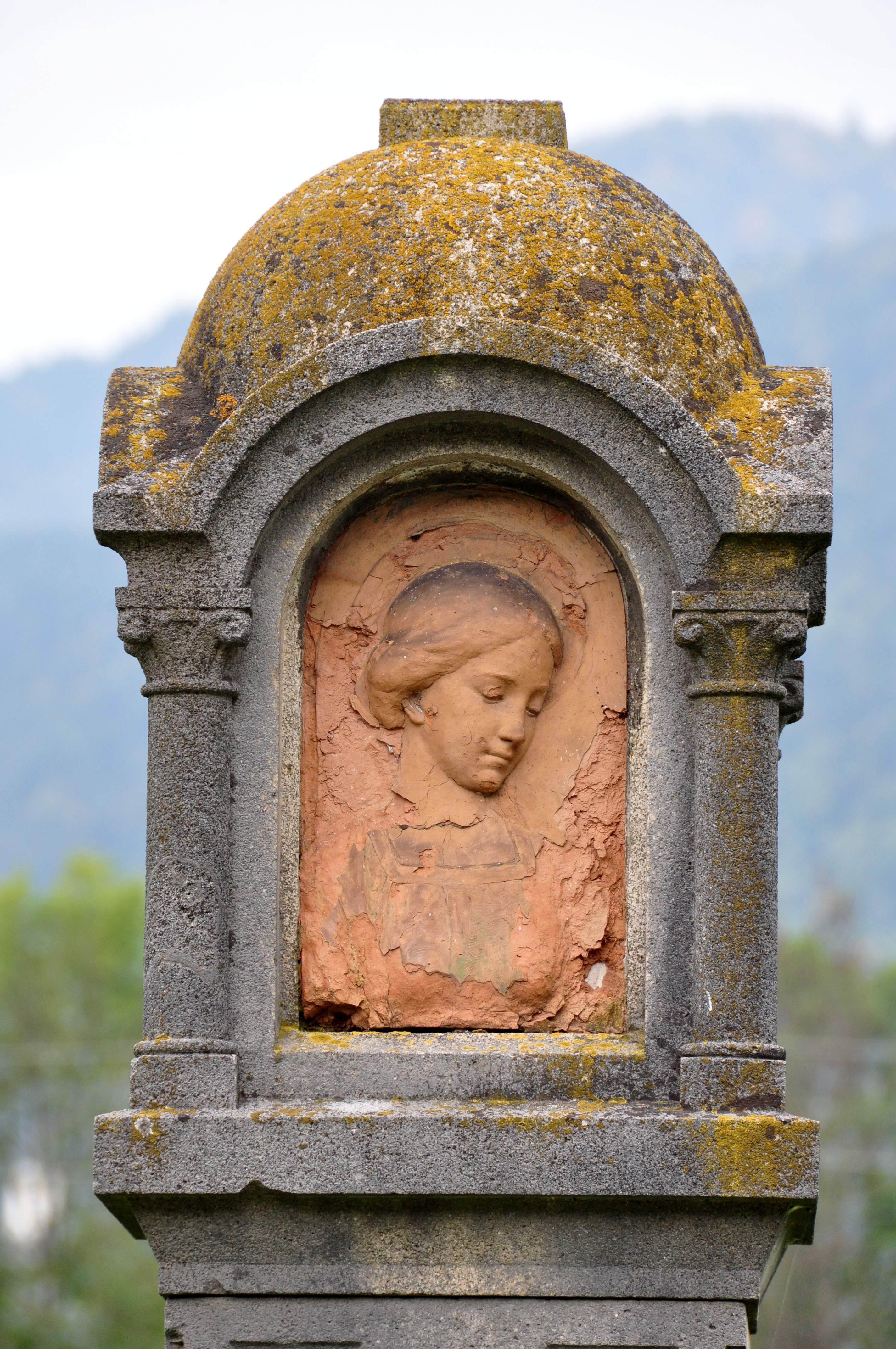
Reliefbüste Marie Edle von Burger bei Ratzendorf-Maria Saal

Josef Valentin Kassin (* 15. Mai 1856 in St. Ruprecht bei Klagenfurt; † 30. Dezember 1931 in Wien) war ein österreichischer Bildhauer.

## Leben
Kassin entstammte einer Familie aus der damals selbständigen Gemeinde St. Ruprecht, die heute ein Ortsteil Klagenfurts ist. Das Geburtshaus trägt die Nummer 69 in der Sankt Ruprechter Straße und ist ein gut erhaltenes zweigeschoßiges Gebäude (siehe Bild). 1871, als Kassin fünfzehn Jahre alt war, verstarb sein Vater, ein angesehener Mann, Bürgermeister von St. Ruprecht und von Beruf Bierbrauer und Landwirt. Josef Kassin besuchte damals gerade die Klagenfurter Realschule.
Als der Bildhauer Franz Pönninger wegen eines neuen Denkmals für Kaiserin Maria Theresia nach Klagenfurt kam, wurde ihm der künstlerisch begabte Kassin vorgestellt. Im Jahr 1873 holte ihn Pönninger nach Wien, wo er zwei Jahre später die Akademie der bildenden Künste besuchen durfte. 1885 erhielt Kassin für die Bronzegruppe Samson und Delila den Rompreis, woraufhin ein fünfjähriger Studienaufenthalt in Italien folgte. Danach wurde Wien zu seinem festen Wohnsitz. Der Bildhauer galt als liebenswürdiger und bescheidener Mensch mit viel Humor, er spielte auch Cello.
In Kärnten war man stolz auf ihn. So erhielt Kassin immer wieder kleinere Aufträge aus seiner Heimat.
Kassin arbeitete in einem höchst merkwürdigen Atelier, unter anderem ein Hort verschiedener Sammelgegenstände, in der Bäckerstraße (ON 20), Wien-Innere Stadt. Als Wohnadresse vermerkte Lehmann’s Allgemeinem Wohnungsanzeiger im Jahr des Ablebens Dominikanerbastei 6, Wien-Innere Stadt.
Geschwächt durch eine schwere Erkältungskrankheit, verstarb der Künstler im Alter von 75 Jahren. Seine letzte Ruhestätte fand er auf dem St. Ruprechter Friedhof in Klagenfurt; den einfachen Grabstein schmückt ein Marmormedaillon mit einem Mädchenantlitz, signiert „J. Kassin 1929“.

## Bildergalerie

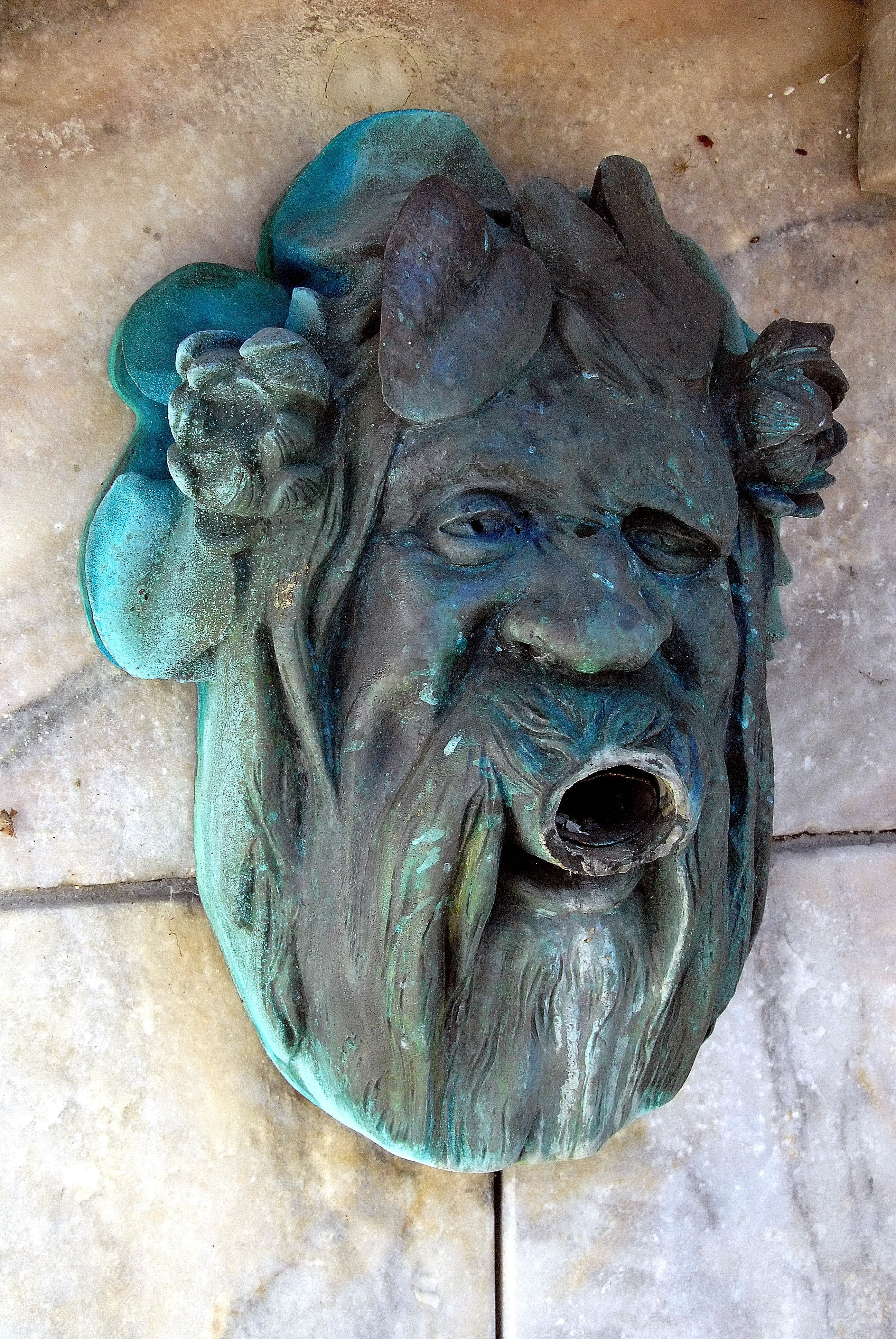
Brunnenmaske am Fluderbrunnen im Schillerpark, Klagenfurt
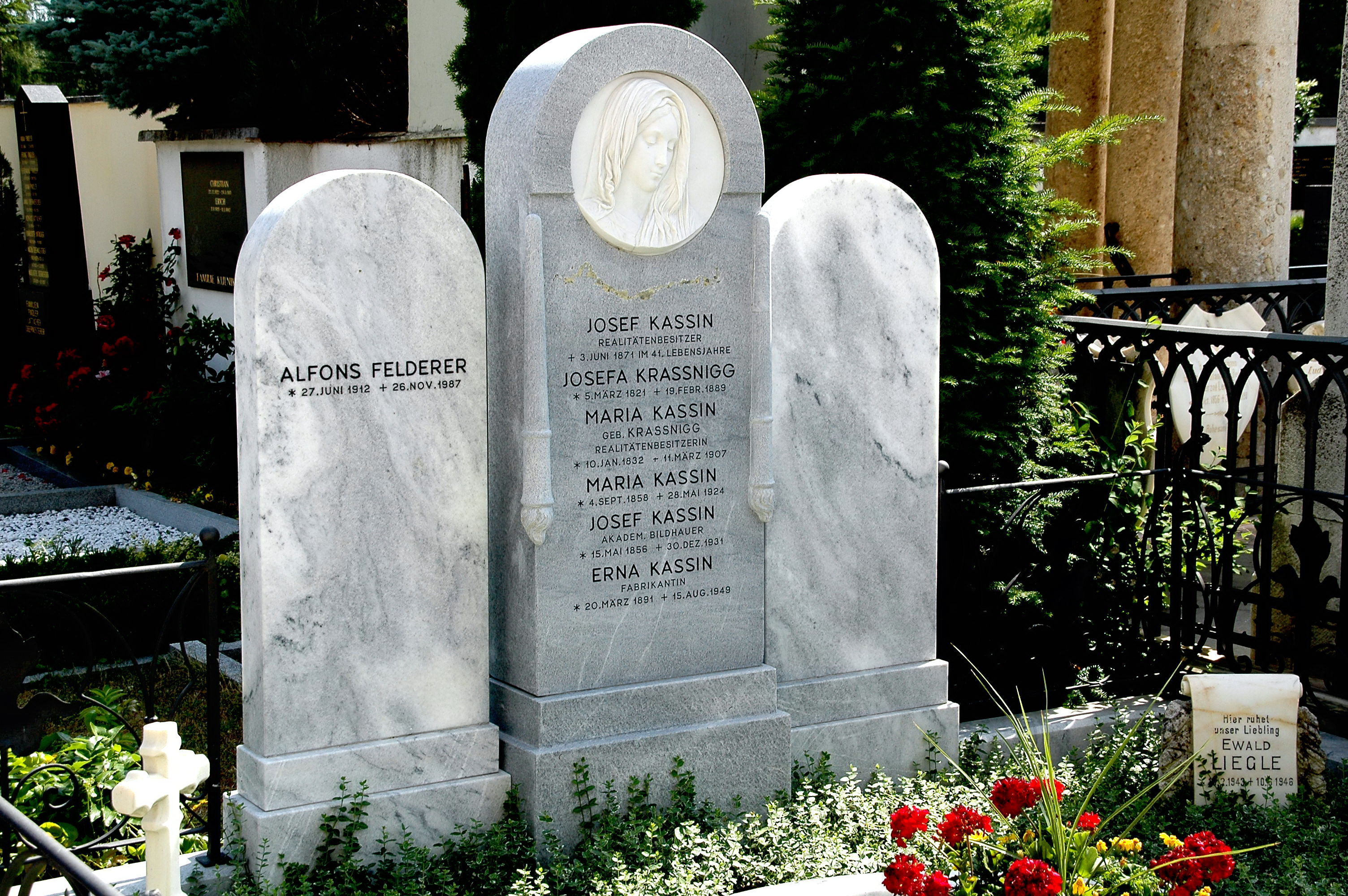
Kassin-Familiengrab auf dem Klagenfurter Friedhof in Sankt Ruprecht
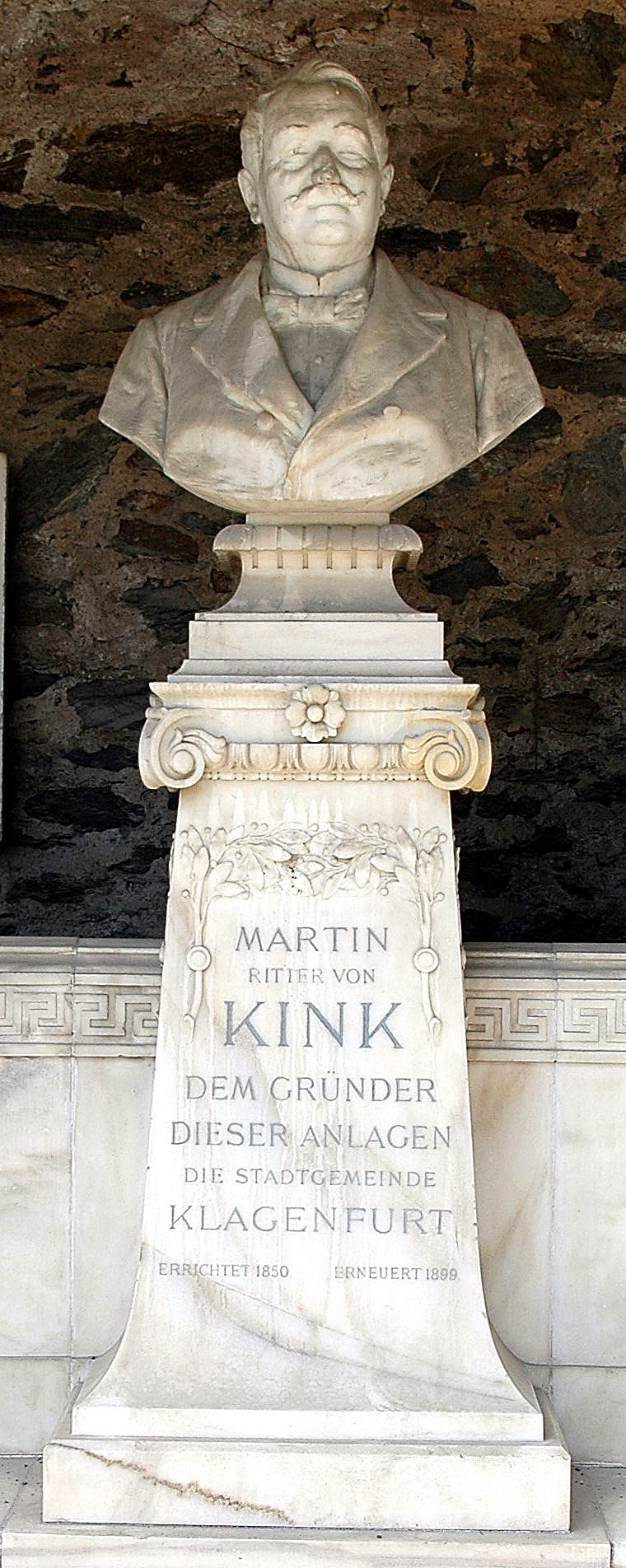
Kink-Büste aus Carrara-Marmor unterhalb des Schweizerhauses am Klagenfurter Kreuzbergl (1899)
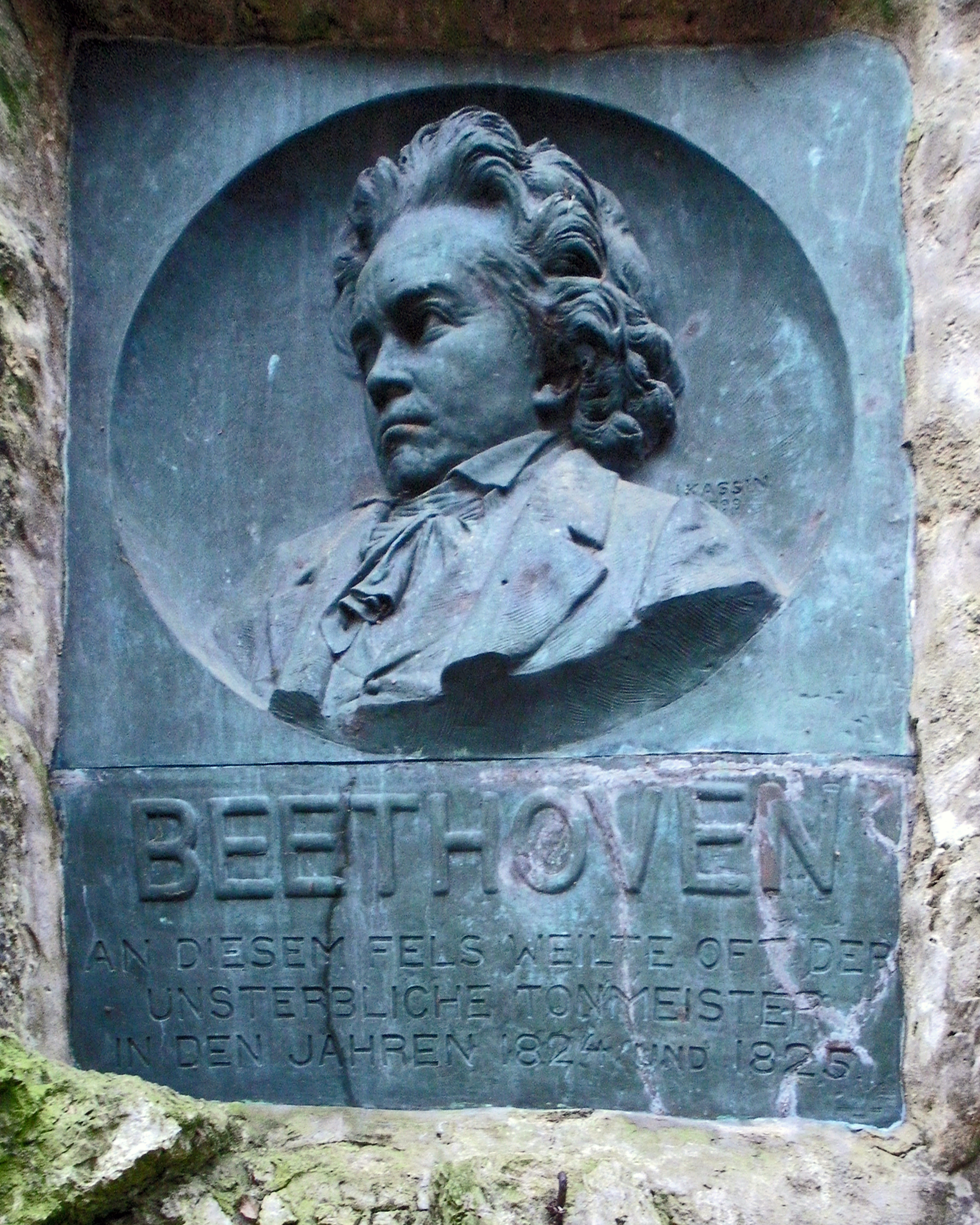
Beethoven-Denkmal, Helenental (1899)
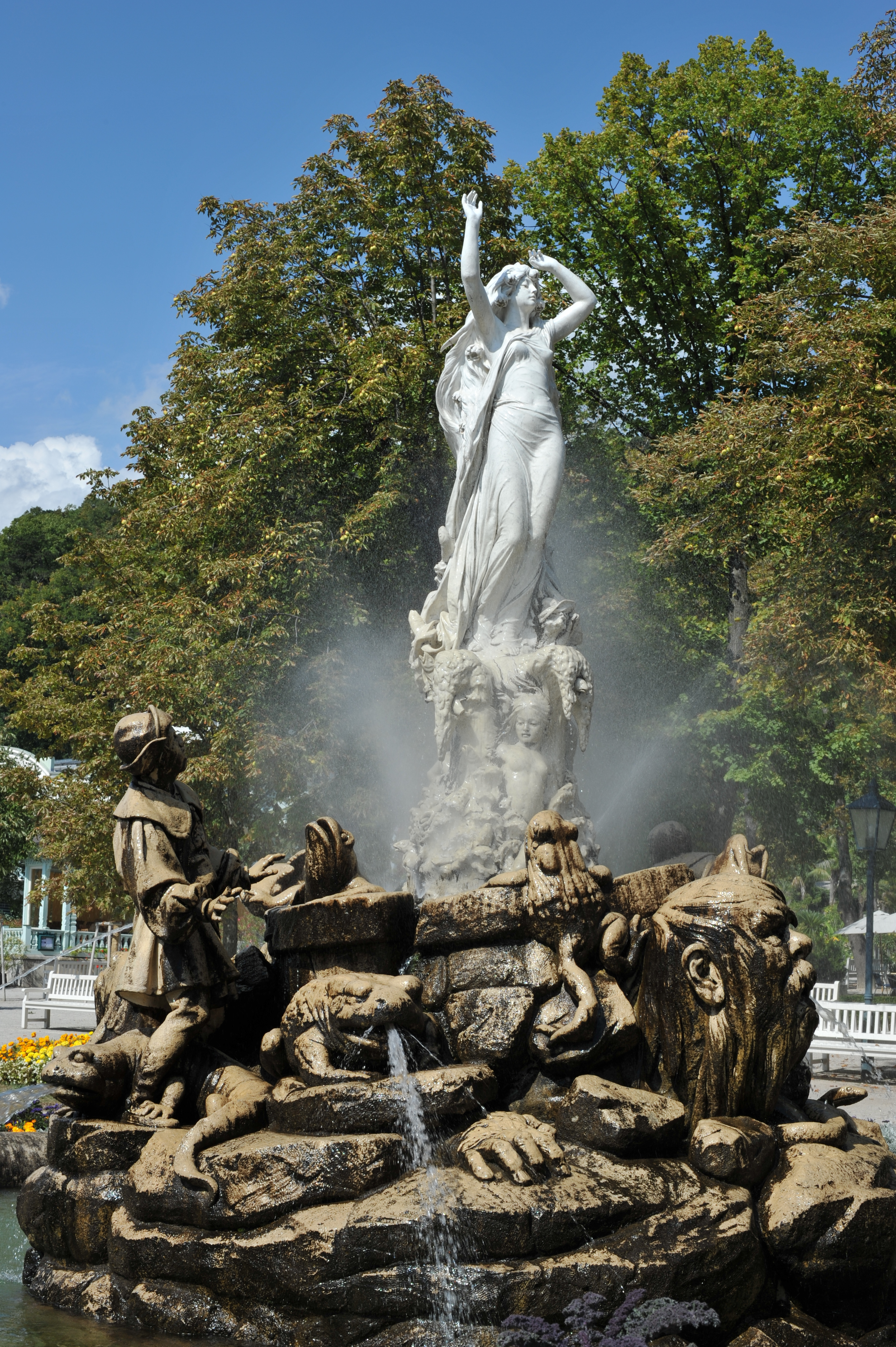
Undinebrunnen, Kurpark Baden bei Wien (1903)
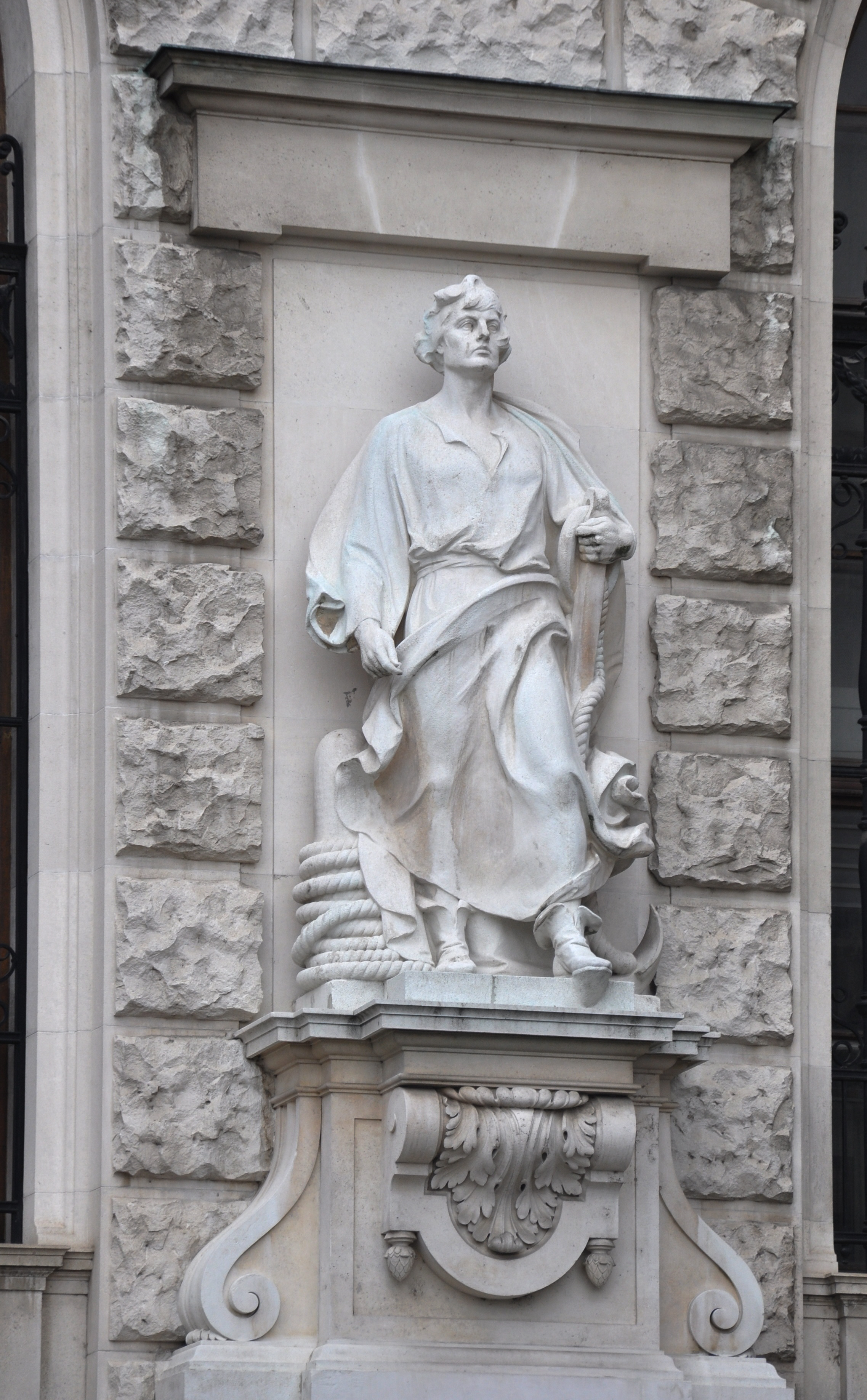
„Seefahrer“, Neue Burg, Wien
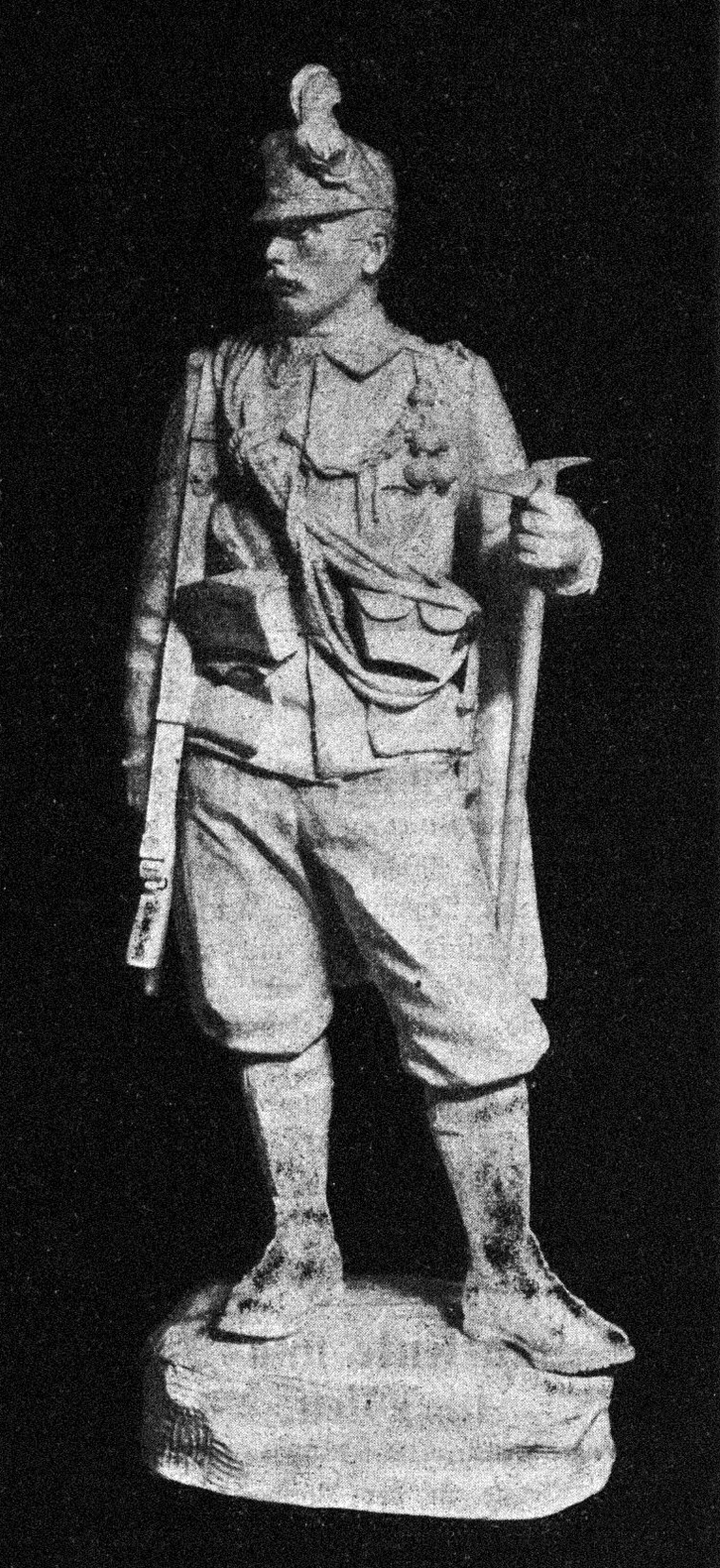
Statuette „Kaiserschütze“, Auftragswerk des k.k. Ministeriums für Landesverteidigung (1908)
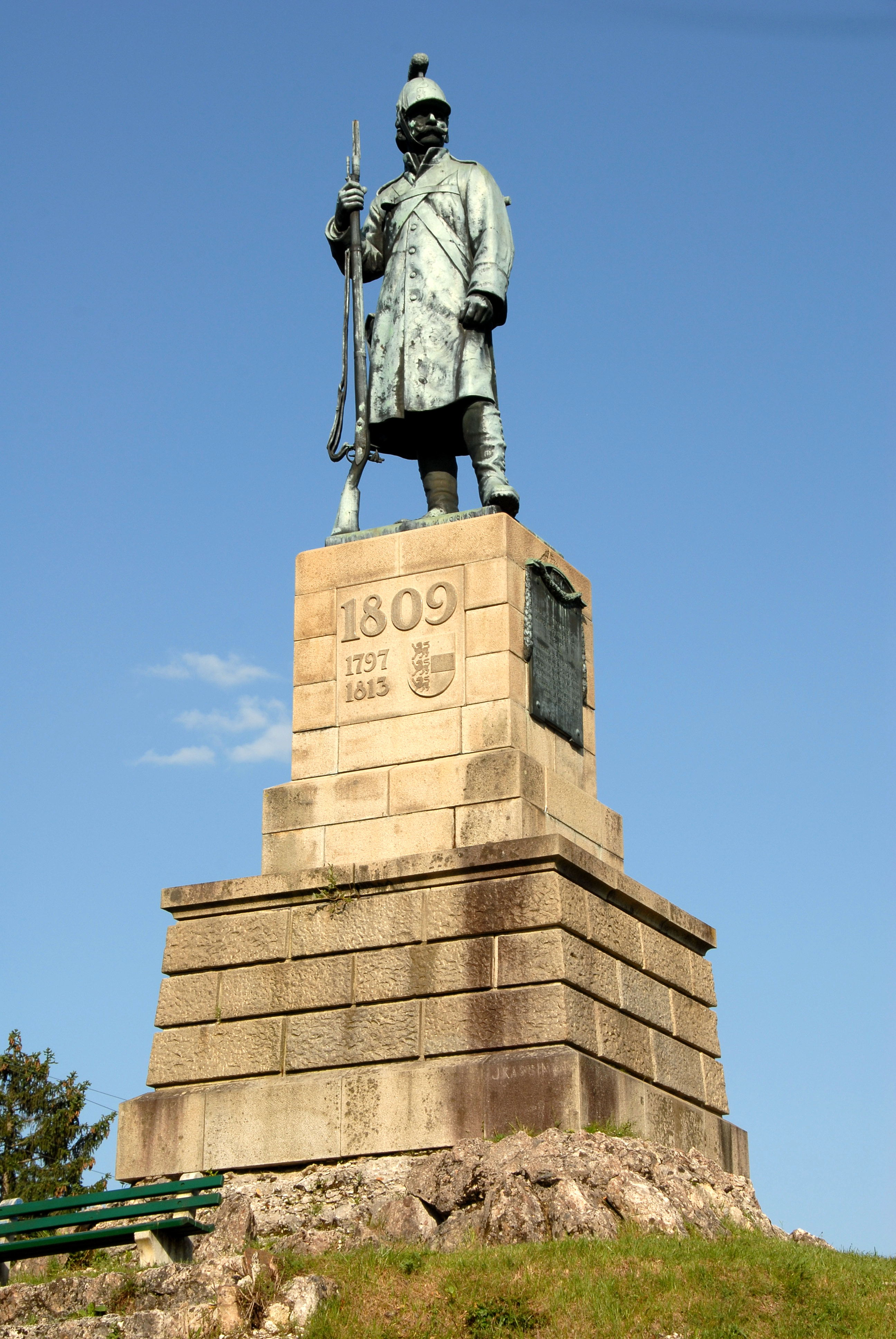
Kriegerdenkmal in Tarvis (1909)
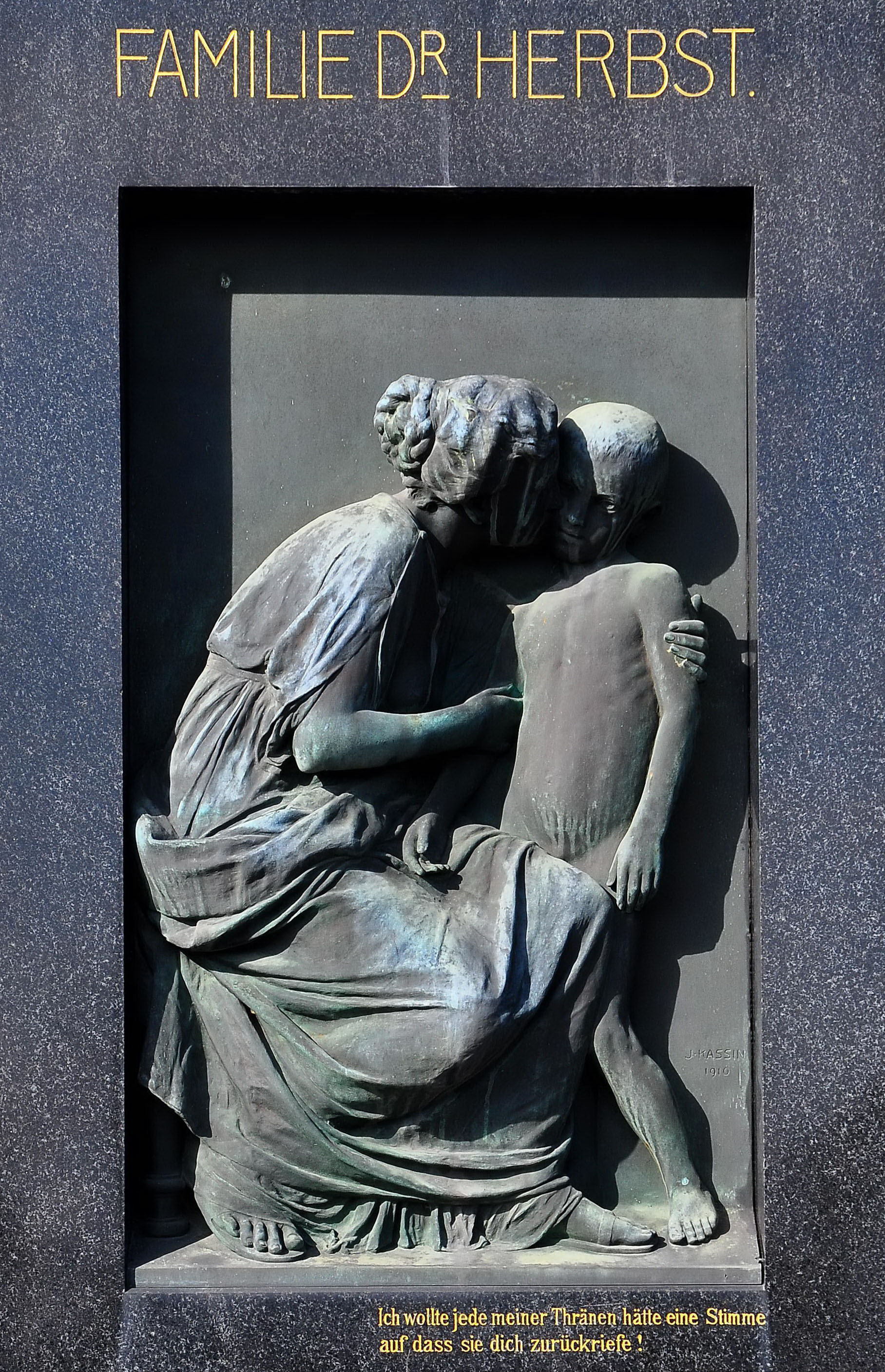
Bronzerelief „Abschied“ von 1910 an der Gruft der Arztfamilie Herbst am Friedhof Klagenfurt-Annabichl
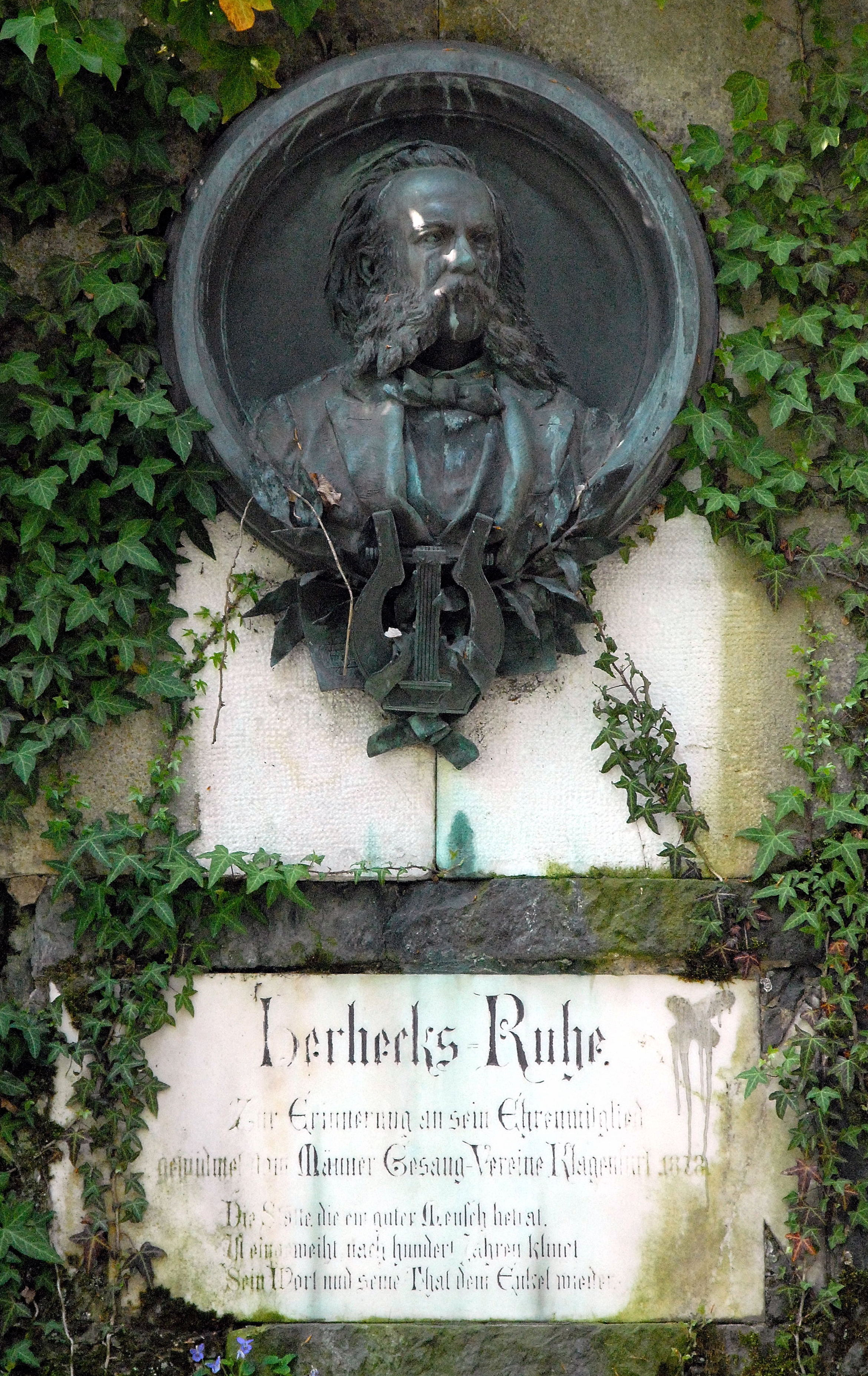
„Herbecks-Ruhe“ auf der Halbinsel von Pörtschach am Wörther See
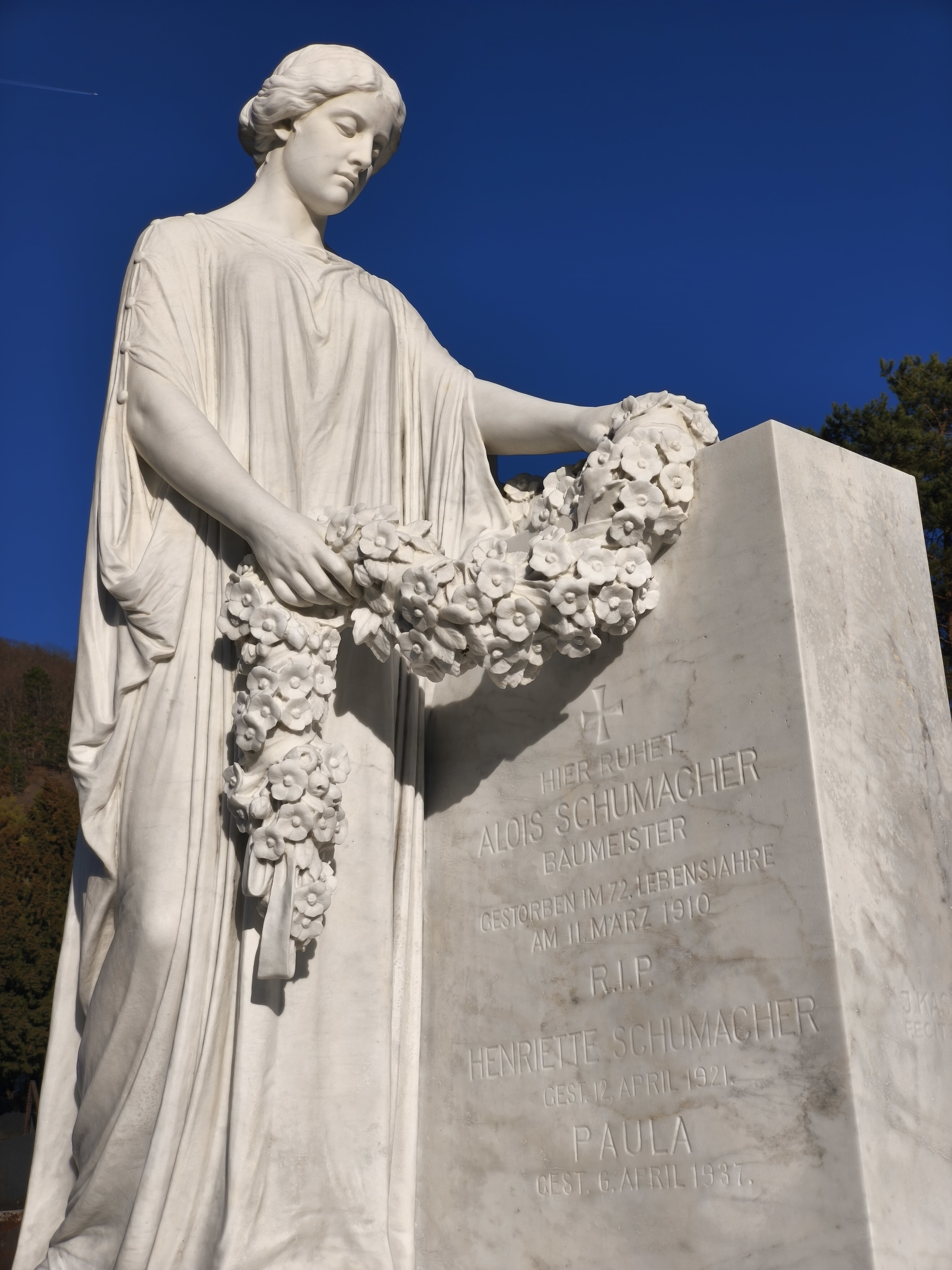
Grabmal für Alois Schumacher auf dem Friedhof Hinterbrühl, Stadtbaumeister von Wien

## Werke (Auswahl)
- Büste für den 1877 verstorbenen Klagenfurter Fabrikanten Christof Neuner
- Bronzerelief für Johann von Herbeck an der „Herbecks-Ruhe“ auf der Halbinsel in Pörtschach am Wörther See (1878)
- Porträtbüste des Klagenfurter Originals der Ratsch-Thresl
- Beethoven-Denkmal (Bronzerelief) am Beethovenstein im Helenental (1899)[4]
- Porträtbüste des Architekten Martin von Kink am Klagenfurter Schweizerhaus (1899)
- Grabdenkmal für Carl Millöcker auf dem Wiener Zentralfriedhof (1900)[5]
- Steinfigur der hl. Barbara für die Kirche St. Jakob in Villach (1906)
- Bronzerelief „Abschied“ von 1910 für die Mauergruft der Arztfamilie Herbst in Klagenfurt-Annabichl, die 1909 das Söhnchen Walter im Alter von sieben Jahren verloren hatte
- Marmormedaillon mit einem Mädchenantlitz für den Grabstein des eigenen Familiengrabes in Klagenfurt-St. Ruprecht (1929)
- Undinebrunnen in Baden bei Wien (1903)[6]
- Seefahrer am Heldenplatz in Wien
- Statuette „Kaiserschütze“ (1908), präsentiert Kaiser Franz Joseph I. in besonderer Audienz [7]
- Kriegerdenkmal in Tarvis (1909)[8]
- Delphinbrunnen am Erzherzog-Johann-Platz in Klagenfurt (1924)
- Spanheimerdenkmal am alten Platz. Diese Bronzeplastik wurde 1932 errichtet und bereits 1940 zur Waffenproduktion eingeschmolzen
- Maske des Fluderbrunnens im Klagenfurter Schillerpark. Der Brunnen stand ursprünglich vor dem Stadthaus und wurde vom Wasser des Feuerbachs gespeist. 1971 wurde er abgetragen und 1985 wieder im Schillerpark errichtet
- Bildnisbüste Kaiser Franz Joseph I., 1911, Marmor, Heeresgeschichtliches Museum, Wien
- Statuette k.k. Gendarm, 1905, Gips, Heeresgeschichtliches Museum, Wien